# Enver Hadžiabdić
Enver Hadžiabdić (ur. 6 listopada 1945 w Belgradzie) – jugosłowiański piłkarz i trener, reprezentant kraju, grający na pozycji obrońcy.

## Kariera piłkarska
Przygodę z futbolem rozpoczął młodzieżowych zespołach Iskry Bugojno i Bratstvo Travnik. Od 1965 występował w FK Željezničar, mającym siedzibie w Sarajewie. Zdobył wraz z zespołem mistrzostwo Prva liga Jugoslavije w sezonie 1971/72. W klubie tym spędził 9 lat i w 237 spotkaniach strzelił jedną bramkę.  
W 1974 opuścił ojczyznę i przeszedł do belgijskiego Royal Charleroi. Przez 3 sezony wystąpił dla Zeber w 79 spotkaniach, w których strzelił jedną bramkę. Od sezonu 1977/78 ponownie występował w Jugosławii, gdzie bronił barw Velež Mostar. Karierę piłkarską zakończył po sezonie 1979/80 w barwach greckiej AE Larisa.
| Sezon   | Klub            | Kraj       | Rozgrywki             | Mecze | Bramki |
| ------- | --------------- | ---------- | --------------------- | ----- | ------ |
| 1965/66 | FK Željezničar  | Jugosławia | Prva liga Jugoslavije | 6     | 0      |
| 1966/67 | FK Željezničar  | Jugosławia | Prva liga Jugoslavije | 15    | 0      |
| 1967/68 | FK Željezničar  | Jugosławia | Prva liga Jugoslavije | 29    | 0      |
| 1968/69 | FK Željezničar  | Jugosławia | Prva liga Jugoslavije | 32    | 0      |
| 1969/70 | FK Željezničar  | Jugosławia | Prva liga Jugoslavije | 32    | 0      |
| 1970/71 | FK Željezničar  | Jugosławia | Prva liga Jugoslavije | 33    | 0      |
| 1971/72 | FK Željezničar  | Jugosławia | Prva liga Jugoslavije | 34    | 0      |
| 1972/73 | FK Željezničar  | Jugosławia | Prva liga Jugoslavije | 25    | 0      |
| 1973/74 | FK Željezničar  | Jugosławia | Prva liga Jugoslavije | 31    | 1      |
| 1974/75 | Royal Charleroi | Belgia     | Division 1            | 29    | 0      |
| 1975/76 | Royal Charleroi | Belgia     | Division 1            | 22    | 0      |
| 1976/77 | Royal Charleroi | Belgia     | Division 1            | 28    | 1      |
| 1977/78 | Velež Mostar    | Jugosławia | Prva liga Jugoslavije |       |        |
| 1978/79 | Velež Mostar    | Jugosławia | Prva liga Jugoslavije |       |        |
| 1979/80 | AE Larisa       | Grecja     | Alpha Ethniki         | 24    | 3      |

## Kariera reprezentacyjna
Hadžiabdić karierę reprezentacyjną rozpoczął 8 kwietnia 1970 w zremisowanym 1:1 spotkaniu z Austrią. Uczestniczył w eliminacjach do Mistrzostw Świata 1974. 
Został powołany na turniej finałowy, podczas którego zagrał w 6 spotkaniach z Brazylią, Zairem, Szkocją, RFN, Polską i Szwecją. Mecz ze Szwedami był ostatnim Hadžiabdicia w drużynie narodowej.
W 1976 został powołany na Mistrzostwa Europy, na których to jego drużyna zajęła 4. miejsce. Łącznie w latach 1970–1974 zagrał w 11 spotkaniach reprezentacji Jugosławii.
| Mecze i gole w reprezentacji | Mecze i gole w reprezentacji | Mecze i gole w reprezentacji | Mecze i gole w reprezentacji | Mecze i gole w reprezentacji | Mecze i gole w reprezentacji | Mecze i gole w reprezentacji |
| #                            | Data                         | Miasto                       | Przeciwnik                   | Gol                          | Wynik                        | Rozgrywki                    |
| ---------------------------- | ---------------------------- | ---------------------------- | ---------------------------- | ---------------------------- | ---------------------------- | ---------------------------- |
| 1.                           | 08.04.1970                   | Sarajewo                     | Austria                      |                              | 1:1                          | towarzyski                   |
| 2.                           | 19.12.1973                   | Pireus                       | Grecja                       |                              | 4:2                          | El. MŚ 1974                  |
| 3.                           | 13.02.1974                   | Frankfurt nad Menem          | Hiszpania                    |                              | 1:0                          | El. MŚ 1974                  |
| 4.                           | 17.04.1974                   | Zenica                       | ZSRR                         |                              | 0:1                          | towarzyski                   |
| 5.                           | 05.06.1974                   | Belgrad                      | Anglia                       |                              | 2:2                          | towarzyski                   |
| 6.                           | 13.06.1974                   | Frankfurt nad Menem          | Brazylia                     |                              | 0:0                          | MŚ 1974                      |
| 7.                           | 18.06.1974                   | Gelsenkirchen                | Zair                         |                              | 9:0                          | MŚ 1974                      |
| 8.                           | 22.06.1974                   | Frankfurt nad Menem          | Szkocja                      |                              | 1:1                          | MŚ 1974                      |
| 9.                           | 26.06.1974                   | Düsseldorf                   | RFN                          |                              | 0:2                          | MŚ 1974                      |
| 10.                          | 30.06.1974                   | Frankfurt nad Menem          | Polska                       |                              | 1:2                          | MŚ 1974                      |
| 11.                          | 03.07.1974                   | Düsseldorf                   | Szwecja                      |                              | 1:2                          | MŚ 1974                      |

## Kariera trenerska
Hadžiabdić swoją przygodę z ławką trenerską rozpoczął w 1993 w olimpijskiej reprezentacji Iranu. Dwa lata później dołączył do Ar-Rajjan SC, gdzie do 1997 pracował z młodzieżą.
W 1998 został trenerem swojego pierwszego klubu w karierze piłkarskiej, FK Željezničar. Poprowadził drużynę do mistrzostwa Prva Liga w sezonie 1997/98 oraz zdobył Superpuchar Bośni i Hercegowiny w 1998. Odszedł z klubu w 1999, jednak w tym samym roku powrócił na stanowisko. Zdobył trzecie trofeum z zespołem Puchar Bośni i Hercegowiny w sezonie 1999/2000. 
W latach 2002–2003 prowadził albańską KF Tirana. Największym osiągnięciem w zespole z Tirany było zdobycie Superpucharu Albanii w 2002. W sezonie 2007/08 po raz trzeci prowadził FK Željezničar, jednak bez większych sukcesów.

## Sukcesy

### Zawodnik
FK Željezničar
- Mistrzostwo Prva liga Jugoslavije (1): 1971/72

### Trener
FK Željezničar
- Mistrzostwo Prva Liga (1): 1997/98
- Puchar Bośni i Hercegowiny (1): 1999/2000
- Superpuchar Bośni i Hercegowiny (1): 1998

KF Tirana
- Superpuchar Albanii (1): 2002